# Trinidad Herrera Lorente
Trinidad Herrera Lorente (Campillos, Málaga; 4 de septiembre de 1963) es una política y abogada española del Partido Popular, actual diputada de la XII legislatura del Parlamento de Andalucía por Granada.
Previamente fue alcaldesa de Almuñécar desde junio de 2011 hasta junio de 2022.

## Trayectoria
Trinidad Herrera nació en Campillos (Málaga) el 4 de septiembre de 1963, siendo la pequeña de cuatro hermanos. Cursó sus estudios de BUP y COU en el IES Camilo José Cela. Posteriormente, a la edad de dieciocho años, se trasladó a Granada para cursar la licenciatura de Derecho. Además, cuenta con un Máster en Asesoría Fiscal y Contable. Al finalizar sus estudios universitarios montó su propio bufete de abogados en el municipio granadino de Almuñécar.
Entró en la política en el año 1999, donde ocupó el sexto puesto en las listas del Partido Popular de Almuñécar a las elecciones municipales de 1999. Fue elegida concejala en la legislatura 1999-2003, ocupando la concejalía de Servicios Sociales, Mujer y Tercera Edad. Los últimos meses de tal legislatura asumió también las competencias de Urbanismo. En la legislatura 2003-2007 ascendió al segundo puesto de las listas municipales y fue elegida secretaria general del partido. Tras las elecciones municipales de 2007 es nombrada presidenta del PP de Almuñécar hasta la celebración del congreso local. En este, Herrera fue elegida presidenta por la militancia y proclamada candidata de su partido a la alcaldía de Almuñécar a las elecciones municipales de 2011. Tras estas, se convirtió en la primera alcaldesa de la historia del municipio. Revalidó el cargo tras las elecciones de 2015 y de 2019. De esta manera, se convirtió en la primera alcaldesa sexitana en ser reelegida tres legislaturas seguidas.
Formó parte de la Federación Andaluza de Municipios y Provincias y de la Mancomunidad de Municipios de la Costa Tropical.
En 2022 revalidó la presidencia del PP de Almuñécar.Poco después, fue confirmada como número 3 del PP a las elecciones al Parlamento de Andalucía de 2022 por Granada, tras las cuales dimitió como alcaldesa y concejala.Mantuvo la presidencia del partido hasta 2024.Desde 2022 ocupa los cargos de secretaria en la Comisión de Empleo, Empresa y Trabajo Autónomo; de portavoz en la Comisión de Asuntos Europeos; y de vocal en la Comisión de Justicia, Administración Local y Función Pública. Desde 2024 ocupa el cargo de vocal en la Comisión de Turismo y Andalucía Exterior.
En la actualidad es vicepresidenta del Comité Ejecutivo Provincial del Partido Popular de Granada.